# ギャラップ (企業)
ギャラップ（Gallup, Inc.）は、アメリカの世論調査及びコンサルティングを行う企業である。

## 概要
1935年にジョージ・ギャラップによって設立されたアメリカ世論研究所 (American Institute of Public Opinion) を前身とする。アメリカ合衆国のワシントンD.C.に本社を置き、世界30余の国に拠点を設けて世論調査などを行っている。1995年に日本オフィスを開設した。
民間企業による世論調査の先駆け的存在で、世論調査はギャラップ調査 (Gallup Poll) と称されて信頼が厚い。世間の注目を集めた調査に、世界各国の企業を対象に実施した従業員のエンゲージメント（仕事への熱意度）調査がある。日本は「熱意あふれる社員」の割合が6パーセントで、調査した139国中132位であった。
かつてはギャラップ国際協会 (ギャラップ・インターナショナル、GIA) の会員であったが、現在は関係性はない。

## ギャラップによる主な調査

### 日米戦争に対する米国民への意向アンケート調査
質問：「日本と戦争になるリスクを冒してまで日本がさらに強大化しない方策を取るべきか？」（1941年9月7日公表）
- 結果：67パーセントは「賛成」、19パーセントは「反対」、14パーセントは「わからない」と回答。

質問：「日本と戦争になるリスクを冒してまで日本がさらに強大化しない方策を取るべきか？」（1941年11月14日公表）
- 結果：64パーセントが「賛成」25パーセントが「反対」11パーセントが「無回答」。

質問：「将来日本とアメリカは戦争になると思うか？」（1941年12月1日開票）
- 結果：52％が「戦争になる」、27％が「戦争にならない」と回答。[11]